# 蒟子
蒟子（学名：Piper yunnanense）是胡椒科胡椒属的植物，其种加词“yunnanense”意为“云南的”。中国特有植物。分布在中国大陆的云南等地，生长于海拔1,100米至2,000米的地区，多生于林中或湿润地，目前尚未由人工引种栽培。

## 别名
大麻疙瘩（云南景谷）